# 阿巴科國家公園
25°57′58″N 77°12′11″W / 25.966°N 77.203°W
阿巴科國家公園是巴哈馬的國家公園，位於阿巴科群島，成立於1994年5月9日，面積83平方公里，由加勒比松覆蓋，有古巴亞馬遜鸚鵡等野生鳥類棲息。